# Kisljarka
Kisljarka (russisch Кизлярка) ist ein traditioneller russischer Tresterbrand. Der Name stammt aus der Stadt Kisljar in Dagestan. Die Branntweinstärke beträgt  40–45 %. Die Herstellung erfolgt durch die Kisljarski konjatschny sawod.

## Eigenschaften
Kisljarka wird in Eichenfässer gefüllt und erhält dann eine gelbe Tönung. Der Alkoholgehalt des Getränks beträgt 40–45 %. Nach der Methode dieser Herstellung ähnelt Kisljarka farblich dem Mondschein. Der Weingeist wird durch die Destillation von Traubenmost bis zu eineinhalb Jahre in Fässern gealtert und anschließend mit Zuckersaft versetzt. Vor der Abfüllung wird Wasser hinzugefügt und auf 40 % eingestellt. Es gibt drei Arten von Kisljarka:
- Original – ein Getränk ohne Abklärung mit einer Stärke von 40 Volumenprozent
- traditionell – eine Abklärung von 7 Monaten mit 40 Volumenprozent
- abgeklärt  – 18 Monate nach Abklärung mit 45 Volumenprozent

## Geschichte
In Dagestan wurde seit jeher Wein erzeugt, obwohl die Mehrheit der Bevölkerung muslimischen Glaubens ist. Im 19. Jahrhundert, unter Zar Alexander II. (1818–1881), wurden dort in geeigneten Lagen neue, französische Rebsorten und Kellertechniken eingeführt. Aus dem bei der Weinerzeugung anfallenden Trester wurde hochprozentiger Schnaps gebrannt und im Rahmen eines Branntweinmonopols durch die dort lebende georgische Fürstenfamilie Zizianow vermarktet. Die Produkte dieser lokalen Brennereien erreichten bereits Anfang des 19. Jahrhunderts einen hohen Bekanntheitsgrad, etwa als „Dienst“-Schnaps der im Kaukasus stationierten russischen Einheiten. Darüber fand Kisljarka auch Erwähnung in der klassischen russischen Literatur, etwa in Werken von Tolstoi und Leskow.
1880 gründete der Armenier David Saradschew, der in Westeuropa Chemie studiert hatte, die „Kisljarkaer Cognac-Werke“ (russ.: „Кизлярский коньячный завод“). Sie erzeugen noch heute – neben Weinbränden – den klassischen Kisljarka. Dieser wird in Flaschen mit dem Porträt des Heerführers Bagration (1765–1812), dessen Geschlecht mit dem Ort Kisljar verbunden ist, abgefüllt und ist in allen größeren russischen Städten erhältlich.

## Geschmack und Trinkstärke
Kisljarka wird zwischen sechs Monaten und mehreren Jahren in Fässern aus kaukasischer Traubeneiche gelagert. Dadurch erhält er eine goldgelbe Farbe und eine ausgeprägte Vanillenote. Er wird mit 45 % Alkoholgehalt – und damit 5 % über der von Mendelejew zumindest für Wodka als optimal erkannten Trinkstärke – auf den Markt gebracht.